# Eastbound & Down
Eastbound & Down is een Amerikaanse komische televisieserie. De reeks duurde vier seizoenen en werd van 2009 tot 2013 uitgezonden door de Amerikaanse betaalzender HBO. De hoofdrollen worden vertolkt door Danny McBride, Katy Mixon, Steve Little en John Hawkes.

## Verhaal
Kenny Powers is een gewezen pitcher die na een carrière met hoogtes en laagtes in de Major League Baseball terugkeert naar zijn thuisstad Shelby (North Carolina). De arrogante en narcistische Kenny gaat er in zijn vroegere school aan de slag als sportleraar. Hij worstelt met roem en drugs, krijgt gevoelens voor collega April Buchanon en begint te dromen van een comeback als honkbalspeler.

## Rolverdeling
| Acteur              | Personage                        |
| ------------------- | -------------------------------- |
| Danny McBride       | Kenny Powers                     |
| Steve Little        | Steven Bernard "Stevie" Janowski |
| Katy Mixon          | April Buchanon                   |
| John Hawkes         | Dustin Powers                    |
| Jennifer Irwin      | Cassie Powers                    |
| Andy Daly           | Terrence Cutler                  |
| Elizabeth De Razzo  | Maria Janowski                   |
| Ana de la Reguera   | Vida                             |
| Michael Peña        | Sebastian Cisneros               |
| Marco Rodríguez     | Roger Hernandez                  |
| Efren Ramirez       | Catuey                           |
| Ike Barinholtz      | Ivan Dochenko                    |
| Adam Scott          | Pat Anderson                     |
| Will Ferrell        | Ashley Schaeffer                 |
| Don Johnson         | Eduardo Sanchez                  |
| Jason Sudeikis      | Shane Gerald                     |
| Matthew McConaughey | Roy McDaniel                     |

## Productie
De serie werd bedacht door Ben Best, Jody Hill en Danny McBride, die eerder ook al hadden samengewerkt aan de filmkomedie The Foot Fist Way (2006). Onder meer de controversiële honkbalspeler John Rocker was een inspiratiebron voor de reeks. De opnames voor het eerste seizoen vonden in 2008 plaats in Wilmington (North Carolina).
Het eerste seizoen ging in februari 2009 in première op HBO. Niet veel later gaf de zender groen licht voor een tweede seizoen. De cast werd vervolgens uitgebreid met onder meer Ana de la Reguera, Michael Peña en Don Johnson. Het tweede seizoen speelt zich grotendeels af in Mexico, maar werd om budgettaire redenen in Puerto Rico opgenomen. Voor het derde seizoen werd ook Jason Sudeikis aan de cast toegevoegd.
In 2013, na het vierde seizoen, werd de serie geannuleerd door HBO. Nadien ontwikkelde McBride voor HBO ook de komische series Vice Principals en The Righteous Gemstones.

## Nominaties
| Jaar                            | Categorie                                   | Genomineerde(n)                    | Uitslag                         |                                 |
| Writers Guild of America Awards | Writers Guild of America Awards             | Writers Guild of America Awards    | Writers Guild of America Awards | Writers Guild of America Awards |
| ------------------------------- | ------------------------------------------- | ---------------------------------- | ------------------------------- | ------------------------------- |
| 2010                            | Beste komische serie                        | Ben Best, Jody Hill, Danny McBride | Genomineerd                     |                                 |
| Satellite Awards                |                                             |                                    |                                 |                                 |
| 2009                            | Beste acteur in een serie (komedie/musical) | Danny McBride                      | Genomineerd                     |                                 |
| 2010                            | Beste acteur in een serie (komedie/musical) | Danny McBride                      | Genomineerd                     |                                 |